# Список островов архипелага Земля Франца-Иосифа
Алфавитный список островов российского архипелага Земля Франца-Иосифа.

## Список
Жирным выделены относительно большие острова
В скобках указана высшая точка острова, если высота не наземная, а налёдная, то перед цифрой стоит знак нижнего подчёркивания
- Остров Аделаиды — входит в группу островов Белая Земля, открыт Нансеном в 1895 году и назван в честь его матери, Аделаиды Юханны Текла Исидоры[1]
- Остров Алджера — открыт в 1899 году экспедицией Уэлмана, назван в честь военного министра США Рассела Алджера[1]
- Острова Александра — расположены в северной части архипелага, открыты Нансеном в 1895 году, названы в честь его брата Александра Нансена[1]
- Альбатрос — расположен на юго-востоке архипелага, назван советскими гидрографами в 1963 году в честь погибшей в 1932 году шхуны «Альбатрос»[1]
- Остров Аполлонова — находится на севере Американского пролива, открыт экспедицией Фиала (1903—1905 гг.), получил название в 1933 году в честь Д. М. Аполлонова, капитана зверобойного судна «Смольный»[1]
- Остров Артура — лежит к северу от Земли Георга, назван Ф. Джексоном в честь своего брата в 1897 году[1]
- Остров Беккера — находится на севере архипелага, открыт и назван Пайером в 1874 году в честь Морица-Алоиза Беккера[1]
- Белая Земля — открыта и названа Нансеном в 1895 году
- Белл (остров) — находится на юго-западе архипелага, открыт в 1880 году экспедицией Смита, назван от англ. слова «bell» за свою колоколообразную форму[1]
- Остров Бергхауза — лежит в проливе Лаврова, открыт и назван Пайером в 1874 году в честь картографа Германа Бергхауза[1]
- Остров Блисса — расположен на юге ЗФИ, открыт Уэлманом в 1899 году и назван в честь генерала Таскера Говарда Блисса[1]
- Остров Борисяка — находится вблизи южного берега острова Мак-Клинтока, назван в 1950-е годы советскими картографами в честь геолога и палеонтолога А. А. Борисяка[1]
- Остров Брайса — расположен на юге архипелага, открыт Уэлманом в 1899 году, назван в честь филантропа Чарльза Лоринга Брайса[1]
- Остров Брейди (381) — также лежит в южной части, открыт и назван в ходе экспедиции Смита в честь натуралиста Генри Баумана Брейди[1]
- Остров Бромвича (Бромидж) — находится на юге ЗФИ, открыт экспедицией Джексона в 1895—1897 годах, назван в честь М. Ф. Бромвича, одного из организаторов экспедиции[1]
- Острова Броунова — группа из трёх островов, находятся к северу от острова Галля, открыты в 1933 году Д.А, Аполлоновым, капитаном зверобоя «Смольный», позднее названы в честь географа П. И. Броунова[1]
- Остров Броша — находится в центре архипелага к югу от острова Кун, местонахождение установлено астрономом Коплендом на основе записок Пайера в 1897 году; с согласия Пайера остров был назван в честь участника австрийской экспедиции Густава Броша[1]
- Остров Брюса — лежит на юго-восток от Земли Георга, открыт экспедицией Смита в 1880 году, назван в честь Генри Остина Брюса[1]
- Бутон (остров) — лежит у острова Чампа, открыт в 1957 году, назван в 1960 году Архангельским облисполкомом[1]
- Остров Вильчека — расположен в южной части архипелага, открыт Пайером 30 августа 1873 года, назван в честь графа Ганса Иоганна Непомука Вильчека[1]
- Винер-Нёйштадт — находится в центре ЗФИ, открыт назван в 1874 году Пайером в честь города в Австрии[1]
- Остров Галля (Холла) — лежит на юге архипелага, также открыт Пайером в 1874 году, назван, вероятно, в честь журналиста Ч. Ф. Холла[1]
- Гейдж (остров) — расположен между островами Ла-Ронсьер и Земля Вильчека, открыт Уэлманом в 1899 году, назван в честь финансиста Лимана Джудсона Гейджа[1]
- Гогенлоэ — лежит на север ЗФИ, 9 апреля 1874 года открыт экспедицией Пайера и назван им в честь австрийского государственного деятеля[1]
- Остров Горбунова — расположен к югу от Земли Вильчека, назван советскими картографами в 1950 году в честь зоолога Г. П. Горбунова[1]
- Остров Гофмана
- Остров Гукера
- Остров Грили (_474 м, _441 м)
- Остров Давида
- Остров Деревянный (45)
- Остров Джексона
- Остров Джефферсона (102)
- Остров Дика
- Остров Елизаветы
- Остров Иванова
- Остров Карла-Александра
- Остров Кейна (282, 264, 51)
- Остров Кётлица
- Остров Кверини
- Остров Королевского Общества (204)
- Остров Куна
- Остров Леваневского
- Остров Ли-Смита (_309)
- Остров Луиджи
- Остров Мак-Клинтока
- Остров Мак-Культа (Мак-Нульта)
- Остров Матильды
- Остров Мёртвого Тюленя
- Остров Нансена
- Остров Незаметный
- Остров Ньютона (21)
- Остров Нюкомба (Ньюкома) (67)
- Остров Оммани (27)
- Остров Пайера (_451, _402, _327, 301, 209, 207)
- Остров Перламутровый
- Остров Притчетта
- Остров Райнера
- Остров Робертсона
- Остров Рудольфа
- Остров Скотт-Келти (64)
- Остров Соловьёва
- Остров Солсбери (Россия)
- Остров Тома
- Остров Торупа
- Остров Трёхлучевой
- Остров Угольной Копи (393 м, 212 м)
- Остров Уилтона (255)
- Остров Ферсмана (46)
- Остров Харли
- Остров Хейса
- Остров Циглера

- Острова Александра (5 шт) (46 м)
- Острова Белая Земля (Ева-Лив, Остров Аделаиды, Фреден (остров) (_165))
- Острова Бисерные (7 шт)
- Острова Борисяка (8 шт) (41)
- Острова Броунова (3 шт)
- Острова Горбунова (2 шт)
- Острова Гохштеттера (3 шт)
- Острова Зичи
- Острова Иеске (2 шт)
- Острова Комсомольские (4 шт) (34)
- Острова Кучина (2 шт)
- Острова Люрики (2 шт)
- Острова Мак-Ги (2 шт)
- Острова Мириам (3 шт)
- Острова Октябрята (7 шт)
- Острова Понтремоли (2 шт)
- Острова Чичагова (2 шт)
- Острова Этеридж

- Рифы Лесгафта (7 шт)
- Рифы Миловзорова (5 шт)
- Рифы Эскимосские (3 шт)

- Земля Александры
- Земля Георга
- Земля Вильчека
- Алджер (429)
- Бергхауз
- Бромидж
- Брош (остров) (85 м)
- Винер-Нёйштадт (_620, _582, _558, 545, 522, 518)
- Восточный Нортбрук
- Гедж (25)
- Гогенлоэ (остров)
- Гоуэн
- Греэм-Белл
- Дауэс (остров)
- Зуб (остров)
- Западный Нортбрук
- Итон (остров) (42)
- Клагенфурт (остров) (210)
- Клык (скала)
- Кобург (остров) (2 шт)
- Остров Кольдевея
- Ламон (остров) (21)
- Ла-Ронсьер
- Остров Литке (_85)
- Льдинка (остров, Архангельская область)
- Мей (остров)
- Мейбел
- Нерпа (остров)
- Огор (21)
- Сальм
- Столичка (81)
- Тилло
- Уиндворд
- Чамп
- Остров Шёнау
- Острова Этериджа (2 шт, 21 м) — находятся в проливе Де-Брюйн, открыты в 1880 году экспедицией Б.Ли Смита, названы в честь Роберта Этериджа[англ.][1]

## Карта
|  |  |